# Прокуратура Хорватії
Прокурату́ра Респу́бліки Хорва́тії (хорв. Državno odvjetništvo Republike Hrvatske) — згідно з Конституцією Хорватії, самостійний і незалежний орган судочинства, уповноважений і зобов'язаний діяти відносно осіб, винних у кримінальних та інших правопорушеннях, чинити юридичні дії задля захисту майна Хорватії та застосовувати правові засоби з метою захисту Конституції і законів.
Прокуратура — це єдиний орган судової гілки влади, встановлений для всієї хорватської території, на чолі якого стоїть Генеральний прокурор (хорв. Glavni državni odvjetnik). У структурі прокуратури діють муніципальні прокуратури (хорв. općinska državna odvjetništva) та окружні (районні) прокуратури (хорв. županijska državna odvjetništva). Прокуратура має суворо ієрархічний устрій, за яким муніципальні прокуратури підпорядковуються окружним прокуратурам, а останні — Генеральній прокуратурі Республіки Хорватії. 
Генерального прокурора на пропозицію хорватського уряду призначає парламент Хорватії строком на чотири роки, після попереднього висновку юридичного комітету хорватського парламенту, а по закінченні цього терміну його можна призначити на цю посаду повторно. Генеральний прокурор має своїх заступників. 

## Обов'язки і повноваження
Матеріальна і територіальна юрисдикція прокуратури визначається положеннями закону, які закріплюють юрисдикцію судів, у яких вона здійснює свої повноваження.
Компетентна прокуратура у кримінальних справах переслідує в судовому порядку і висуває звинувачення щодо осіб, які скоїли злочини, в силу займаної посади або за клопотанням, а також вчиняє інші дії, передбачені законом. Компетентна прокуратура переслідує в судовому порядку і виступає стороною звинувачення у незначних кримінальних справах.
Компетентна прокуратура в цивільному та адміністративному судочинстві представляє Республіку Хорватію при захисті майнових та інших прав, якщо законом або ухваленим на його основі рішенням компетентного державного органу не передбачено інше.
Муніципальні прокуратури представляють Хорватію в ході розгляду справ в окружному суді і перед адміністративними органами. 
Окружні прокуратури представляють Хорватію на судових процесах в окружному суді та арбітражному суді.
Генеральна прокуратура представляє Хорватію, вживає правових заходів у межах своєї компетенції щодо захисту Конституції і законності в Конституційному суді Республіки Хорватії, вживає заходів в рамках своєї юрисдикції у Верховному суді Республіки Хорватії, в Адміністративному суді Республіки Хорватії, Вищому господарському суді Республіки Хорватії, Вищому суді з незначних кримінальних справ Республіки Хорватії, міжнародних і зарубіжних судах та інших органах. 

## Прокурорська рада
Прокурорська рада призначає і звільняє заступників прокурорів та ухвалює рішення про їхню дисциплінарну відповідальність. 
Членів Ради обирає хорватський парламент. Сім членів Ради обираються із числа заступників прокурорів, два члени від парламенту Хорватії і ще два з числа професорів права університетів. Члени Ради обирають з-поміж себе голову і заступника голови. Голова Ради має бути із числа заступників прокурорів. 